# Brimsdown
Brimsdown est une ville de la banlieue de Londres dans le Borough londonien d'Enfield.